# Juan Luis Vives
Juan Luis Vives (en valenciano: Joan Lluís Vives; en latín: Ioannes Lodovicus Vives; Valencia, 6 de marzo de 1492-Brujas, 6 de mayo de 1540) fue un humanista, filósofo, psicólogo y pedagogo español del Reino de Valencia.
Figura destacada del humanismo renacentista en Europa, Vives fue un hombre ecléctico y universalista, que avanzó ideas innovadoras en múltiples materias, y propuso acciones en favor de la paz y unión de los europeos y la atención a los pobres.

## Biografía
Nació el 6 de marzo de 1492 en la ciudad de Valencia, en España.  La familia Vives era importante dentro del núcleo de comerciantes judíos, religiosos y económicamente acomodados de la ciudad. Para proteger la vida de sus familiares, así como sus propiedades y evitar asimismo el riesgo de ser expulsados, se vieron obligados a convertirse al cristianismo. 
Su padre, Luis Vives Valeriola (ex Abenfaçam), fue un pequeño comerciante valenciano que vio confiscadas todas sus propiedades al ser condenado en auto de fe y quemado en la hoguera en 1524, por criptojudaizante. Su madre, Blanca o Blanquina March Almenara (ex Xaprud) (1473-1508), emparentada con el famoso poeta valenciano Ausiàs March, fue condenada en efigie por herejía y apostasía por los inquisidores Arnau Alberti y Juan de Churruca; su memoria fue anatematizada y sus restos 21 años después de su muerte fueron desenterrados para ser quemados en 1529. Así, dos de las hermanas de Vives, Beatriz y Leonor, ya no pudieron reclamar su derecho a los 10.000 sueldos de la dote de su madre, ni a ningún bien de sus dos padres, confiscados por la Real Hacienda, pues, aunque ganaron un pleito en primera instancia, la apelación los dejó sin nada. Juan Luis, el humanista, fue el mayor de los hermanos: Jaume, Beatriu, Anna Leonor e Isabel.
Durante la revuelta de las Germanías (entre 1519 y 1523), miembros de su familia judeoconversa adoptaron posiciones radicalmente diferentes: si la mayoría de los Vives se oponían a los sublevados, como Baltasar, tío de Joan Lluis Vives "que participó decisivamente en la represión, otro tío, Enric March, jurista, participó en la revuelta como asesor de la Junta de los Trece y fue condenado a una multa de 420 sueldos. Otro tío de Joan Lluis, Joan March hizo un pacto con el genovés Spinola en nombre de otro agermanado, Diego de Trevinyo".
El origen judío de Vives no se descubrió hasta la década de 1960 y permitió entonces a los biógrafos explicar su exilio definitivo de España y, probablemente, parte de su obra. Los Vives habían seguido practicando el judaísmo en una sinagoga que tenían en su casa y de la que era rabino un primo hermano de Juan Luis, Miguel Vives. Pero la Inquisición descubrió a Miguel y a su madre en la sinagoga en plena liturgia, lo que dio lugar al proceso general contra la familia Vives. Baltasar Vives, señor de Vergel en 1522 y tesorero nombrado por el rey Carlos I para reunir dinero con el que financiar la guerra contra la Germanías, era tío paterno de Juan Luis Vives.
A los quince años, Juan Luis Vives empezó a estudiar en la Universidad de Valencia, lo que se llamaba entonces estudios generales, fundados cinco años antes. Acudió a dicho centro desde 1507 hasta 1509, aproximadamente; en ella aún duraba la lucha entre los escolásticos y los humanistas y, por una paradoja de las muchas que la vida depara a los hombres, por defender a su gran maestro Jeroni Amiguet i Breçó, catedrático de retórica y de origen converso, en 1507 pronunció un discurso contra el método de enseñanza de Antonio de Nebrija, el paladín máximo del humanismo en España. Por otra parte, también tuvo allí como profesor al leridano Daniel Siró. Tanto Amiguet como Siró le enseñaron gramática latina, y ya entonces debía escribir sus primeros opúsculos en un purísimo latín, exento de los solecismos y barbarismos que contenía el latín escolástico de su época, como se ve en sus obras publicadas en 1514. El griego se lo enseñó Bernardo Navarro.

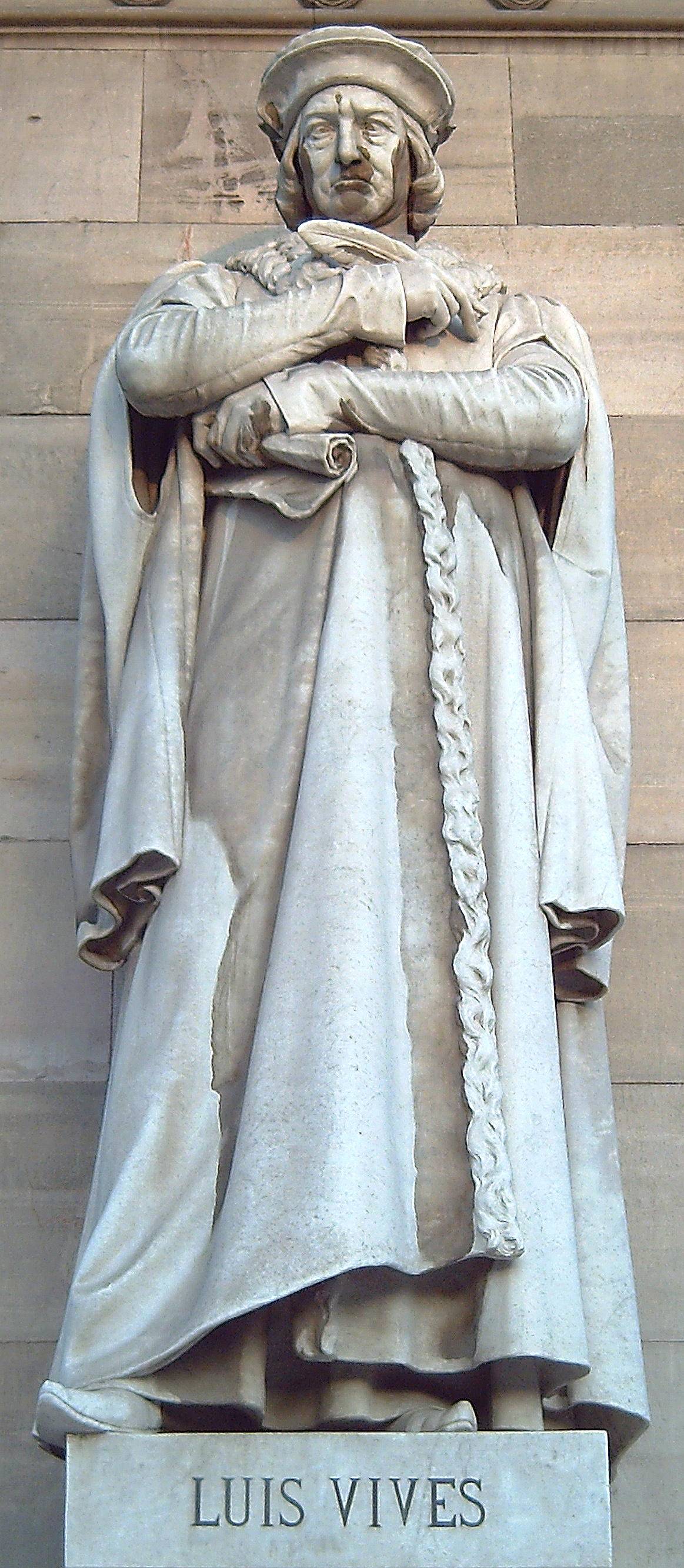
Estatua de Luis Vives en el pórtico de la Biblioteca Nacional de España, obra de Pere Carbonell.

El proceso contra su familia continuó y en 1509, su padre, que había visto perecer a su mujer por la peste en 1508, y preocupado además por el cariz que empezaba a tomar el asunto, decidió enviar a su hijo a estudiar al extranjero, o más bien lo resguardó de lo que venía. Así, el otoño de 1509, con apenas diecisiete años, Vives partió rumbo a París para perfeccionar y ampliar sus conocimientos en Artes y Filosofía la Universidad de la Sorbona, centro de atracción de muchos estudiantes de la Corona de Aragón y en el que enseñaban muchos profesores españoles, en los colegios de Beauvois y Montaigu. Sin embargo, los tres años que pasó allí no le fueron muy agradables, y se quejó de encontrar allí instalados a los mismos escolásticos y dialécticos que tanto lo molestaban en Valencia.
Las relaciones entre Luis XII y Fernando de Aragón empezaron a ser tensas y la situación de los españoles se vio comprometida, de manera que interrumpió sus estudios en 1512 y se trasladó a Brujas (Bélgica) donde vivían algunas familias de mercaderes valencianos, entre ellas la de Bernardo Valldaura y Clara de Servent, padres de su futura mujer, Margarida o Margarita Valldaura, de ocho años, a la que le encargaron instruir en gramática latina junto al resto de sus hermanos. Con ella se casaría doce años después, de forma que en Brujas instaló su segundo hogar, amistando además con el jurisconsulto Francisco Cranevelt y el médico Juan Martínez Población.
Recibió la noticia de que su padre había sido condenado y quemado por la Inquisición en 1524, y su madre Blanca March, que ya había fallecido en 1508, había sido desenterrada para quemar sus restos en 1530. Vives, que quería mucho a su madre, como señalan los entrañables recuerdos de ella recogidos en sus Diálogos sobre la educación, se vio inmerso en una gran depresión anímica y decidió no volver nunca a España. Volvió a París y allí escribió su primera obra, El triunfo de Jesucristo. De allí marchó a Lovaina atraído por el prestigio de su universidad, en la cual conoció a Erasmo de Rótterdam y entabló con él una gran amistad. Fue nombrado profesor en la universidad y preceptor de Gilherme o Guillermo de Croy, obispo de Cambray y luego arzobispo electo de Toledo (1517-1521), con el que realizó muchos viajes por Flandes y Francia; Vives escribió entonces varios opúsculos: Meditaciones sobre los siete salmos penitenciales, una Fábula del hombre, una Alma del anciano, una Introducción a las Geórgicas de Publio Virgilio y un Horóscopo de Jesucristo, pero su discípulo murió muy joven, de una caída de caballo, y Vives quedó, no solo sin su protección, sino comido de deudas según se apercibe en su correspondencia con Erasmo.
Sintiéndose enfermo, volvió a Brujas para recibir los cuidados de sus paisanos, y se instaló en casa del español Pedro de Aguirre. En la universidad de Lovaina enseñó dos materias: la Naturalis historia / Historia natural de Plinio el Viejo y las Geórgicas de Virgilio. Conoció además a Tomás Moro, quien quedó prendado de sus profundos conocimientos humanísticos (ya había escrito Erasmo al humanista francés Gilherme o Guillermo Budé o Budeo: "O conozco mal a Vives o no ha de descansar hasta dejarnos postergados a todos". Por incitación de Erasmo, además, se enfrascó en la elaboración de unos Comentarios a La ciudad de Dios de Agustín de Hipona. Estando aún entre Brujas y Lovaina, pero ya proyectando marchar a Inglaterra, rechazó una cátedra vacante para enseñar en la Universidad de Alcalá de Henares, sustituyendo al fallecido Antonio de Nebrija, por miedo a que la Inquisición le persiguiera a causa de sus antecedentes familiares.
La universidad de Oxford le concedió el grado de doctor en derecho civil y en el verano de 1523 fue elegido lector del reciente (fue fundado en 1517) Colegio del Corpus Christi por el cardenal Wolsey, cargo que comportaba también ser nombrado canciller del rey Enrique VIII de Inglaterra. Vives veía cumplido así su anhelo de establecerse en una corte, único lugar en el que un humanista podía desarrollar dignamente su trabajo investigador de la cultura y enseñar los descubrimientos de sus estudios. Ahí trabó amistad con Tomás Moro y la reina Catalina de Aragón.
Sin embargo, pronto se desanimó, ya que añoraba a sus amigos flamencos y la vida académica de Lovaina, en la que destacaba Erasmo de Róterdam, en especial porque allí tenían lugar las discusiones más apasionantes entre los más destacados humanistas europeos. 
Su amistad con la reina Catalina le permitió que el 28 de abril de 1525 se le concediera la licencia para importar vino y lana hasta Inglaterra y exportar trigo al continente. Con los beneficios de este comercio y la pensión real, su situación económica mejoró.
Desde mayo de 1526 hasta abril de 1527 residió de nuevo en Brujas, lugar en el que se enteró de la condena a muerte de su amigo Tomás Moro por oponerse al divorcio del rey. 
Vives escribió en Brujas su tratado sobre el pauperismo o socorro de los pobres (De subventione pauperum, 1526), en el que analizaba y sistematizaba la organización de ayuda a los pobres y cómo debía hacerse. Por ello se considera a Vives la primera persona en Europa en planear un servicio público de asistencia social. Fue, por tanto, el precursor de la organización futura de los servicios sociales en Europa y uno de los precursores de la intervención del Estado organizada y asistencial en favor de los necesitados.
Catalina invitó a Vives a retornar a Inglaterra para que enseñara latín a su hija, María Tudor. Para intentar ayudar a la reina, Vives escribió al emperador Carlos, enemigo del rey, y al papa Clemente VII, pero sus notas fueron interceptadas por el cardenal Wolsey. Viendo que sus esfuerzos eran inútiles y que el rey jamás renunciaría al divorcio, intentó convencer a la reina para que lo aceptara. Esta estrategia desagradó tanto a Enrique como a Catalina. Escribió a un compatriota suyo:
La Reina se enojó conmigo, porque no obedecí enseguida su voluntad en vez de atenerme a mi propio parecer; pero este vale tanto para mí como todos los monarcas juntos.
Fue brevemente encarcelado, le fue retirada la pensión real y fue expulsado de Inglaterra. Buscó entonces protección en Carlos V, a quien dedicó su tratado De concordia et discordia in humano genere y otro al inquisidor general de España, que tituló De pacificatione. Le fue concedida una renta anual de 150 ducados, que representaba la mitad de sus gastos; sin embargo, jamás consiguió el beneficio eclesiástico que solicitaba. 

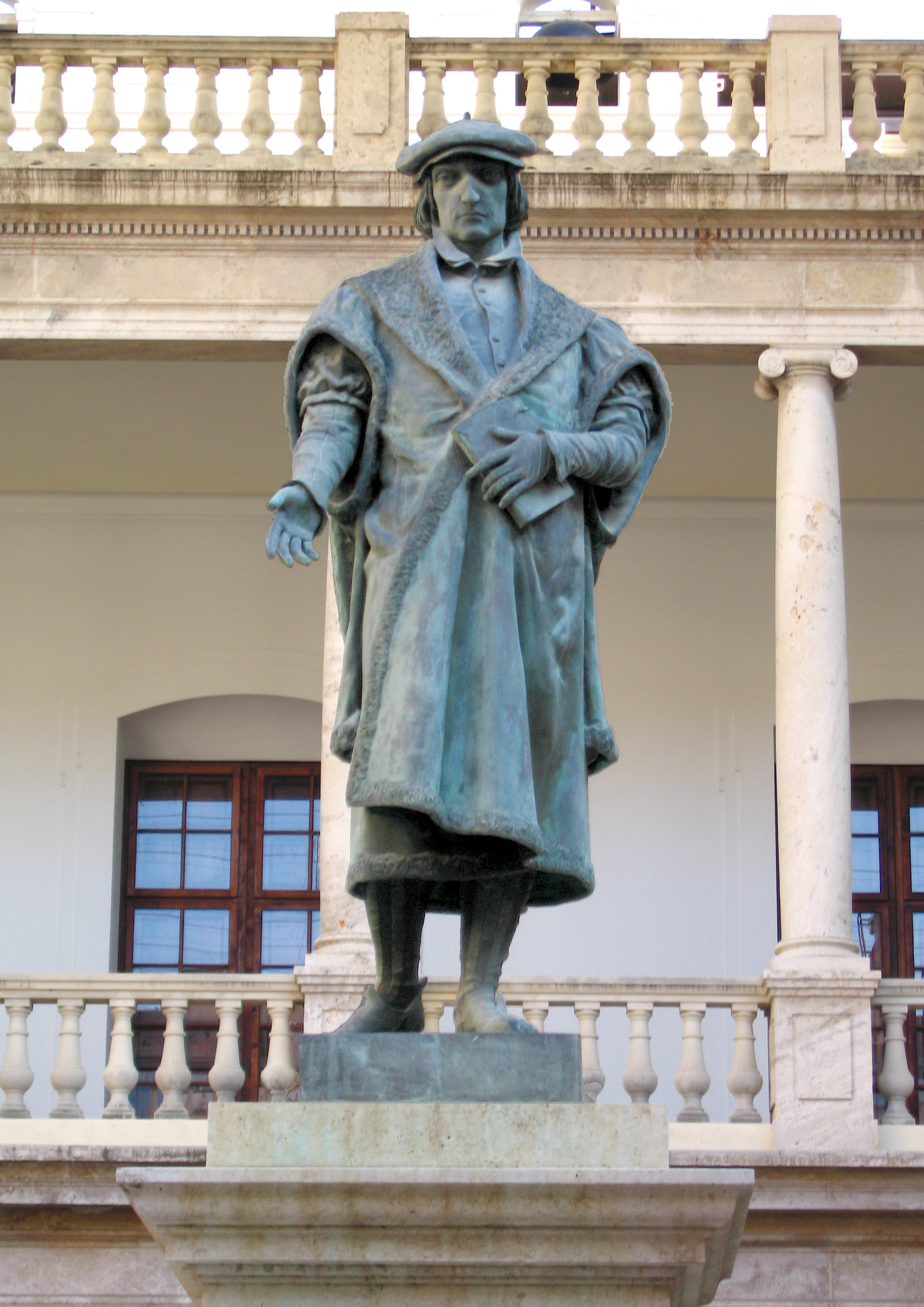
Estatua de Juan Luis Vives en el claustro de la Universidad de Valencia, por Josep Aixa Íñigo.

Los últimos años de su vida los dedicó a perfeccionar la cultura humanística de Enrique III de Nassau-Breda, tío de Guillermo el Taciturno, y de su esposa, Mencía de Mendoza (1508-1554), marquesa del Cenete. Se convirtió en un reformador de la educación europea y en un filósofo moralista de talla universal, proponiendo el estudio de las obras de Aristóteles en su lengua original y adaptando sus libros destinados al estudio del latín a los estudiantes; sustituyó los textos medievales por otros nuevos, con un vocabulario adaptado a su época y al modo de hablar del momento: trató el latín como una lengua viva. Su libro de Diálogos destinados a la enseñanza del latín se editó en 65 ocasiones entre 1538 y 1649. Hasta hoy se han realizado más de 600 ediciones.
El libro de Vives trasciende ese propósito, a la manera de los Coloquios de Erasmo, y refleja recuerdos autobiográficos y sus puros ideales humanísticos de reforma de la sociedad, sin que le falte tampoco el humor. Su De Disciplinis en doce libros es un clásico de la Pedagogía universal. Los siete primeros tratan sobre la corrupción de los estudios en general; señala como causas principales la soberbia y la vanidad de los que a los estudios se dedican, la oscuridad de los escritos antiguos, la ignorancia o mala fe de sus comentadores, la sumisión exagerada a la autoridad, el abandono de los conocimientos de la naturaleza, el afán de polémica que impera en las escuelas, el torpe deseo de lucrarse con los estudios, la pereza y la poca estima que se tiene de los maestros.
En la segunda parte expone sus convicciones sobre el sentimiento religioso como fundamento y fin supremo de la educación; la necesidad de tener en cuenta las disposiciones naturales de los niños, las ventajas de la intuición y del contacto con la naturaleza; la importancia de la lengua materna, que debe aprenderse oyendo hablar bien desde el principio y hablando; de las condiciones del maestro, que debe ser serio y amable; de los castigos, que serán escasos y oportunos; de los peligros del recargo de trabajo; de los frecuentes ejercicios corporales tan necesarios para el desarrollo de la infancia; de los juegos, que fortifican el cuerpo y tonifican el espíritu; de la importancia de los buenos ejemplos, por el instinto de imitación de los niños, y, finalmente, bosqueja su vasto y magnífico plan de enseñanza fundado en principios racionales y científicos, sin que falte ningún detalle de los que la pedagogía de nuestros tiempos considera como conquistas nuevas y fundamentales de la ciencia de la educación.
Propuso también la reforma de la Sorbona, depurando su educación filosófica y mejorando la calidad de su instrucción. 
En 1539 su salud era ya muy delicada: gotoso desde 1533, padecía además dolores de cabeza y una úlcera estomacal. Una artritis degeneró en fuertes dolores, y el 6 de mayo de 1540 moría en su casa de Brujas a causa de un cálculo biliar. Fue enterrado en la iglesia de San Donaciano. Pero, con la posterior destrucción de este templo durante unas reformas urbanísticas, su tumba desapareció.

## Legado
Al igual que  su amigo Erasmo —quien, recuérdese, no era polímata por rechazar el estudio de las disciplinas externas al estudio del Hombre, como la geometría, Vives tampoco es generalmente considerado uno; de hecho, José Luis Abellán le denomina, ante todo, "erasmista."

## Obras
Así es que por ignorancia de las lenguas de los grandes escritores, no entendimos lo que nos mandaban, lo que nos aconsejaban tocante al camino a seguir y la finalidad a conseguir. La ignorancia de esas lenguas nos privó casi en absoluto del conocimiento de aquellos autores que redactaron en lengua griega o latina sus monumentales producciones literarias y la entregaron a la posteridad. Estas lenguas con la no rompida continuidad de tantas guerras, caso cayeron en total desuso, cuando aquellas naciones que pueblan el Septentrión, extravándose, se derramaron por Italia y el Occidente todo. (...) Aquellas hordas bárbaras y bravías de suyo, y ajenas en absoluto a todo cultivo de la inteligencia, comenzaron por causar en las bibliotecas gigantescas destrucciones, por prender fuego en las ciudades y por asolar reinos enteros, y en aquella impía criminal conflagración quedaron reducidas a cenizas las obras de los grandes ingenios, con las que sus autores, malos agoreros, se habían prometido vida y robusta inmortalidad. (...) Mas la pérdida o el gran oscurecimiento de esas dos lenguas augustas, latina y griega, trajo forzosamente que en las mismas tinieblas y envilecimiento quedasen sumidas las artes y disciplinas que en aquellas lenguas había tenido su expresión y que las voces perdieran su sentido preciso y se introdujesen desconocidos y feos idiotismos
J. L. Vives: De las disciplinas (1531)

Sus Obras completas han sido traducidas al español por Lorenzo Riber (Madrid, Aguilar, 1948, en dos volúmenes) y en otra edición auspiciada por el Ayuntamiento de Valencia con motivo del quinto centenario de su nacimiento (1992). Cabría destacar las siguientes:
- Opuscula varia (Lovanii, 1519), colección de opúsculos donde encontramos la que fue su primera obra de carácter filosófico De initiis, sectis et laudibus philosophiae.
- Adversus pseudodialecticos (Selestadii, 1520), presenta la lectura de los clásicos, como humanista que es, como medio para adquirir agilidad mental.
- De subventione pauperum. Sive de humanis necessitatibus libri II (Brugis, 1526), trata el problema de la mendicidad buscando soluciones en las instituciones públicas, que deben socorrer a los verdaderos pobres y hacer trabajar a los que solo son vagos; para ello es preciso una organización de la beneficencia y una reforma del sistema sanitario, de asilo... Siendo un plan de actuación contra la pobreza en la ciudad de Brujas.
- De Europae dissidis et Republica (Brugis, 1526).
- De concordia et discordia in humano genere (Antuerpiae, 1529).
- De pacificatione (Antuerpiae, 1529).
- Quam misera esset vita christianorum sub Turca (Antuerpiae, 1529).
- De disciplinis libri XX (Antuerpiae, 1531), es una obra enciclopédica, en la que se encierra su obra pedagógica, y que está dividida en tres partes: De causis corruptarum artium, De tradendis disciplinis, y De artibus. Esta última contiene a su vez: De prima philosophia, De explanatione cuiusque essentiae, De censura veri, De instrumento probabilitatis, De disputatione.
- De conscribendis epistolis (1534), obra sobre el arte de escribir cartas.
- De anima et vita (Basileae, 1538), es su obra de madurez y en ella el autor desarrolla conceptos de filosofía de la mente.
- Lingvae latina exercitatio, son Diálogos sobre la educación dedicados al príncipe que después sería Felipe II, y cuya intención es instruir en la lengua latina al mismo tiempo que introduce amenas cuestiones sobre moral y conducta social y evoca sus recuerdos infantiles.[21]
- De Europeae statu ac tumultibus, se dirige al Papa para exigir su mediación a favor de la paz entre los príncipes cristianos, en la misma línea que la Querella de la paz de su amigo Erasmo.
- Introductio ad sapientiam (Lovanii, 1524), es la más importante de sus obras pedagógicas.
- Satellitium sive symbola (Lovanii, 1524),[22] máximas morales protectoras para la princesa María, hija de Enrique VIII y Catalina de Aragón.
- De institutione feminae christianae, traducida al castellano en Valencia en 1528, un tratado sobre la educación de la mujer cristiana. Fue, junto con las obras de Erasmo de Róterdam, uno de los textos imitados durante el auge de la literatura didáctica orientada a las mujeres.[23] Así, influyó en escritores españoles como José Rojo,[24] entre otros.